# شبکه عصبی (کالبدشناسی)
یک شبکه عصبی (به انگلیسی: Nerve plexus) از اجتماع شاخه‌های جلویی (قدامی) تعداد خاصی از اعصاب نخاعی ایجاد می‌گردد. از شبکه‌های عصبی، اعصاب محیطی به وجود می آیند که وظیفه حرکتی، حسی یا حسی-حرکتی دارند. به عنوان مثال، عصب میانی در اندام فوقانی و عصب سیاتیک در اندام تحتانی هر کدام یک عصب محیطی محسوب می‌شود که اولی از شبکه بازویی و دومی از شبکه خاجی ایجاد می‌گردد.

## شبکه‌های عصبی
هر عصب نخاعی از به هم پیوستن یک ریشه جلویی (Anterior root) و یک ریشه پشتی (Posterior root) منشعب از یک طرف قطعه نخاعی در ناحیه سوراخ بین مهره ای  ایجاد می‌شود. عصب نخاعی اندکی پس از خروج از سوراخ بین مهره ای به دو شاخه اولیه جلویی و پشتی  تقسیم می‌شود. شاخه‌های جلویی اعصاب نخاعی در ایجاد یک شبکه عصبی شرکت می‌کنند. شاخه‌های پشتی اعصاب نخاعی در عصب رسانی به نواحی پوست و ماهیچه‌های صاف‌کننده (اکستانسور) گردن و تنه نقش دارند.
شبکه‌های عصبی که از شاخه‌های جلویی (قدامی) اعصاب نخاعی ایجاد می‌گردند عبارتنداز:
- شبکه گردنی [۳] (سرویکال)
- شبکه بازویی [۴] (براکیال)
- شبکه کمری [۵] (لومبار)
- شبکه خاجی [۶] (ساکرال)
- شبکه دنبالچه ای [۷] (کوکسیژآل)

در ناحیه سینه ای (توراسیک)، شبکه عصبی مربوط به شاخه‌های جلویی اعصاب نخاعی وجود ندارد.

## نگارخانه

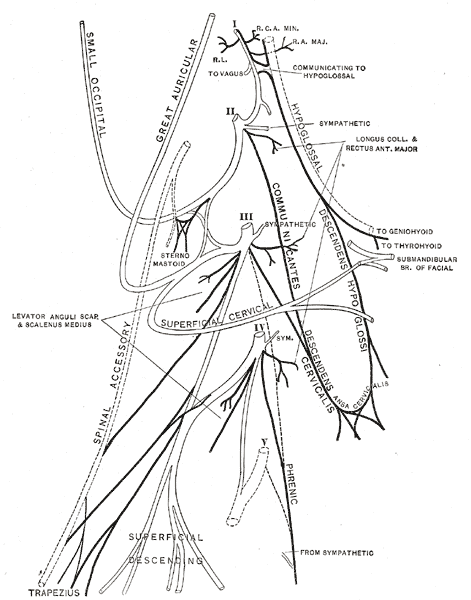
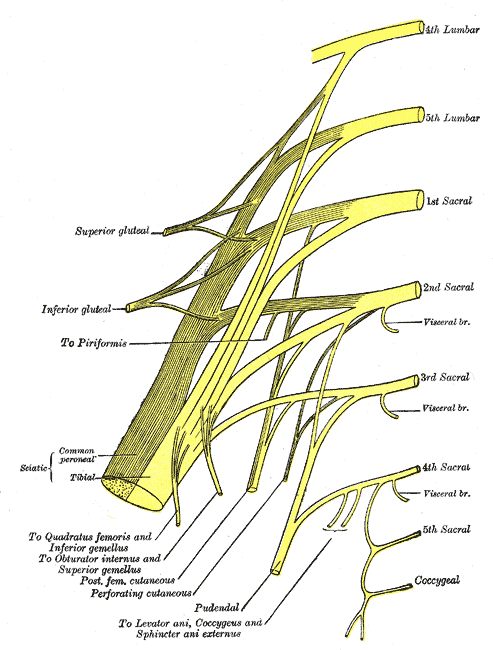